# Allium kuramense
Allium kuramense là một loài thực vật có hoa trong họ Amaryllidaceae. Loài này được F.O.Khass. & N.V.Friesen mô tả khoa học đầu tiên năm 1998.